# Фоминская (Белослудское сельское поселение)
Фоми́нская — деревня в Красноборском районе Архангельской области. Входит в состав Белослудского сельского поселения.

## География
Деревня находится в юго-восточной части Архангельской области, у берега старицы на правом берегу реки Уфтюга, на расстоянии 14 км к северо-востоку от села Красноборск, административного центра района.

### Часовой пояс
Деревня Фоминская, как и вся Архангельская область, находится в часовой зоне МСК (московское время). Смещение применяемого времени относительно UTC составляет +3:00.

## История
В 1859 году в деревне Сольвычегодского уезда Вологодской губернии насчитывалось 12 дворов, проживал 81 человек.

## Население
| 2002 | 2010 |
| ---- | ---- |
| 12   | ↘5   |

### Национальный состав
Согласно результатам переписи 2002 года, в национальной структуре населения русские составляли 100 % из 12 чел.